# Платаністові
Платаністові (Platanistidae) — родина річкових дельфінів, що містить один сучасний рід із двома видами: один з річки Ганг, другий — з річки Інд. Вимерлі роди жили в неогені Євразії, Північної й Південної Америк.

## Склад родини Platanistidae
- Platanista
  - Platanista gangetica — платаніста гангська
  - Platanista minor — платаніста індська
- †Araeodelphis — рештки відомі з раннього міоцену Меріленду й північної Кароліни
- †Dilophodelphis — рештки відомі з раннього міоцену Орегону
- †Ischyrorhynchus? — ймовірний платаністид міоцену й пліоцену Південної Америки
- †Pachyacanthus — рештки відомі з міоцену й пліоцену Угорщини, Казахстану, Австрії й Італії
- †Pebanista — рештки відомі з міоцену протоамазонії
- †Pomatodelphis — рештки (3 видів) відомі з середнього міоцену Алабами, Флориди, Бразилії, Німеччини та Франції
- †Prepomatodelphis — рештки відомі з раннього міоцену Австрії
- †Zarhachis — рештки (4 видів) відомі з міоцену Німеччини, США, Венесуели